# 弗赖涅昂韦尔芒杜瓦
弗赖涅昂韦尔芒杜瓦（法語：Vraignes-en-Vermandois）是法国皮卡第大区索姆省的一个市镇，属于佩罗讷区鲁瓦塞勒县。该市镇2009年时的人口为142人。

## 人口
弗赖涅昂韦尔芒杜瓦人口变化图示
| 数据来源：INSEE |